# Sertularia hattorii
Sertularia hattorii är en nässeldjursart som beskrevs av Eugène Leloup 1940. Sertularia hattorii ingår i släktet Sertularia och familjen Sertulariidae. Inga underarter finns listade i Catalogue of Life.